# 리성국
리성국(미상 ~ 2018년 10월)은 조선민주주의인민공화국의 군인이다. 조선인민군 4군단 군단장 겸 조선로동당 중앙위원회 위원, 량강도 인민위원회 위원장이다.

## 경력
조선인민군 소장을 거쳐 2008년 7군단 39사단장에 임명되었다. 2013년 2월 변인선 후임으로 인민군 4군단장에 임명되었고, 2013년 3월 서남전선사령관을 맡았다. 2015년 6월 량강도 인민위원회 위원장에 임명되었다. 2016년 5월, 조선로동당 제7차 대회에서 조선로동당 중앙위원회 위원으로 선출되었다. 2017년 4월, 상장으로 진급했다.

## 기타
2015년 11월 리을설 사망과 2018년 8월 김영춘 사망 당시에 국가장의위원회 위원을 맡았다.